# Paróquia Nossa Senhora da Piedade (Belo Oriente)
A Paróquia Nossa Senhora da Piedade é uma circunscrição eclesiástica católica brasileira sediada no município de Belo Oriente, no interior do estado de Minas Gerais. Faz parte da Diocese de Itabira-Fabriciano, estando situada na Região Pastoral III. Foi criada em 1º de maio de 1977.